# Lindbeek
De Lindbeek is een waterloop in de Nederlandse provincie Limburg. Deze beek loopt van zuid naar noord en is een voortzetting van de Limbrichterbeek, hoewel het oorspronkelijk een aftakking is van deze beek. Ze mondt uit in de Hons-Venkebeek.
De Lindbeek takte oorspronkelijk ter hoogte van hotel "Op de Vos", aan de rand van het Limbrichterbos, af van de Limbrichterbeek op haar linkeroever. Als gevolg van de aanleg van de provinciale weg N297 (Born - Duitsland) is de Limbrichterbeek ongeveer driehonderd meter na deze aftakking onderbroken, daar deze weg ter plaatse verdiept is aangelegd. Hierdoor is de hoofdstroom naar de Lindbeek verlegd. De beek loopt grotendeels parallel aan de oude rijksweg Maastricht - Nijmegen, de huidige provinciale weg N276 (Brunssum - Sint Joost), en mondt vlak voorbij kasteel Wolfrath bij Holtum uit in de Hons-Venkebeek, die ongeveer honderd meter verderop weer uitmondt in de Geleenbeek. Ter hoogte van de hoeve "Centrumhof" komt de Bosgraaf uit in de Lindbeek.
De naam "Lindbeek" werd vroeger ook wel gebruikt voor de Limbrichterbeek.